# Улисси, Диего
Диего Улисси (итал. Diego Ulissi, род. 15 июля 1989 в Чечине, Италия) — итальянский профессиональный шоссейный велогонщик, выступающий за команду мирового тура «UAE Team Emirates». Победитель восьми этапов на Джиро д’Италия.

## Карьера

### 2014
Первой гонкой нового сезона для Улисси был Тур Даун Андер, где он стал третьим в генеральной классификации и победил на этапе 2. 6 марта первенствует на домашней однодневке «Гран-при Камайоре».
На Джиро д’Италия Улисси одержал победы на 5-м и 8-м этапах. На 14 этапе — длинной индивидуальной гонке (42 км), он уступил лишь колумбийцу Ригобрто Урану, что позволило ему подняться на 14-ю позицию общего зачёта. Однако на следующих высокогорных этапах он потерял время и «выпал» с первой двадцатки, а после 17-го этапа и вовсе сошел с гонки из-за ангины. Уже 25 июня, взятая у него 21 мая после 11-го этапа допинг-проба, дала позитивный результат на наркотическое вещество сальбутамол. Диего имел разрешение на приём препарата «Ventolin», содержащего сальбутамол, однако концентрация вещества в его моче превышала норму почти в два раза. Повторная допинг-проба также оказалась позитивной.  В связи с этим Улисси был отстранён от выступлений сроком на 9 месяцев, а его результат на 11-м этапе Джиро аннулирован. К соревнование итальянец вернулся в марте 2015 года.

## Достижения
2006
Чемпионат мира
1-й  Групповая гонка U19
2007
Чемпионат мира
1-й  Групповая гонка U19
2009
3-й Гран-при Каподарко
2010
1-й Гран-при Прато
8-й Тур Польши
10-й Джиро ди Тоскана
2011
1-й  Тур Словении
1-й  Горная классификация
1-й  Молодёжная классификация
1-й Этап 2
1-й Этап 17 Джиро д’Италия
2-й Неделя Коппи и Бартали
1-й  Молодёжная классификация
2012
1-й Гран-при Карнаго
2-й Милан — Турин
3-й Неделя Коппи и Бартали
1-й  Очковая классификация
1-й  Молодёжная классификация
1-й Этапы 3 & 4
6-й Гран-при Квебека
9-й Флеш Валонь
10-й Классика Сан-Себастьяна
2013
1-й  Неделя Коппи и Бартали
1-й Этап 2
1-й Милан — Турин
1-й Джиро дель Эмилия
1-й Коппа Сабатини
1-й Этап 1 Тур Польши
2-й Гран-при Камайоре
2-й Гран-при Этрусского Побережья
4-й Гран-при Лаигуэльи
6-й Тур Баварии
1-й  Молодёжная классификация
7-й Париж — Ницца
2014
1-й Этапы 5 & 8 Джиро д’Италия
1-й Гран-при Камайоре
3-й Тур Даун Андер
1-й Этап 2
3-й Гран-при Лугано
5-й Гран-при Лаигуэльи
2015
1-й Этап 7 Джиро д’Италия
1-й Мемориал Марко Пантани
2-й Кубок Японии
5-й Гран-при Квебека
5-й Тур Абу Даби
6-й Тур Польши
6-й Трофей Маттеотти
2016
1-й  Тур Чехии
1-й Этап 3
1-й Круг Гечо
1-й Этапы 4 & 11 Джиро д’Италия
1-й Этап 3 (ИГ) Тур Словении
2-й Три варезенские долины
2-й Гран-при Лугано
2-й Кубок Уго Агостони
2-й Тур дю От-Вар
3-й Гран-при Монреаля
3-й Гран-при Этрусского Побережья
3-й Тур Абу Даби
5-й Милан — Турин
6-й Гран-при Лаигуэльи
7-й Страде Бьянке
7-й Амстел Голд Рейс
7-й Гран-при Квебека
9-й Флеш Валонь
8-й Джиро дель Эмилия
2017
1-й  Тур Турции
1-й Этап 4
1-й Гран-при Монреаля
1-й Гран-при Этрусского Побережья
Чемпионат Италии
2-й  Групповая гонка
2-й Мемориал Марко Пантани
4-й Три варезенские долины
4-й Кубок Сабатини
5-й Тур Даун Андер
7-й Джиро дель Эмилия
10-й Флеш Валонь
2018
4-й Тур Даун Андер
4-й Тур Турции
4-й Гран-при Лугано
7-й Тур Абу Даби
7-й Гран-при Монреаля
9-й Тур Швейцарии
1-й на этапе 5
10-й Джиро ди Тоскана
2019
9-й Тур Даун Андер
3-й Флеш Валонь
2021
1-й на Сеттимана чиклистика Италиано

## Статистика выступлений

### Гранд-туры
| Гонка           | 2011 | 2012 | 2013 | 2014 | 2013 | 2015 | 2017 | 2018 | 2019 |
| --------------- | ---- | ---- | ---- | ---- | ---- | ---- | ---- | ---- | ---- |
| Джиро д'Италия  | 41   | 21   | —    | НФ   | 64   | 21   | —    | 28   |      |
| Тур де Франс    | —    | —    | —    | —    | —    | 17   | 39   | —    |      |
| Вуэльта Испании | —    | —    | 32   | —    | —    | —    | —    | —    |      |

| —  | Не участвовал  |
| НФ | Не финишировал |